# Callichthys
Callichthys é um gênero de peixes sul-americanos de água doce.

## Espécies
- Callichthys callichthys (Linnaeus, 1758) - tambuatá
- Callichthys fabricioi Román-Valencia, Lehmann A. & Muñoz, 1999
- Callichthys oibaensis Ardila Rodríguez, 2006
- Callichthys serralabium Lehmann A. & R. E. dos Reis, 2004